# Russell (Arkansas)
Russell es un pueblo ubicado en el condado de White en el estado estadounidense de Arkansas. En el Censo de 2010 tenía una población de 216 habitantes y una densidad poblacional de 412,86 personas por km².

## Geografía
Russell se encuentra ubicado en las coordenadas 35°21′43″N 91°30′36″O / 35.36194, -91.51000. Según la Oficina del Censo de los Estados Unidos, Russell tiene una superficie total de 0.52 km², de la cual 0.52 km² corresponden a tierra firme y (0%) 0 km² es agua.

## Demografía
Según el censo de 2010, había 216 personas residiendo en Russell. La densidad de población era de 412,86 hab./km². De los 216 habitantes, Russell estaba compuesto por el 96.76% blancos, el 0% eran afroamericanos, el 1.39% eran amerindios, el 0% eran asiáticos, el 0% eran isleños del Pacífico, el 0% eran de otras razas y el 1.85% pertenecían a dos o más razas. Del total de la población el 1.39% eran hispanos o latinos de cualquier raza.